# جيمس لو ميسورييه
جيمس لو ميسورييه (بالإنجليزية: James Le Mesurier) واسمه الأصلي جيمس غوستاف إدوارد لو ميسورييه (25 مايو 1971 - 11 نوفمبر 2019) كان ضابطًا في الجيش البريطاني في التسعينيات قبل أن يعمل أيضًا مع قوات حفظ السلام التابعة للأمم المتحدة في جمهورية يوغوسلافيا الاشتراكية الاتحادية السابقة. كما كان أيضًا مديرًا لمؤسسة ماي داي للإنقاذ.
اشتهر جيمس بعد تأسيسه منظمة الدفاع المدني السوري الغير ربحية المعروفة باسم الخوذ البيضاء خلال الحرب الأهلية السورية.

## حياته
ولد لو ميسورييه في 25 مايو 1971 في قاعدة شانغي الجوية في سنغافورة. حيث كان والده بنيامين هافيلاند تشرشل لو ميسورييه، مقدما عقيدا في مشاة البحرية الملكية، بالإضافة إلى أخت أكبر سنا. ويعتبر الممثل جون لو ميسورييه قريبًا له. تلقى لو ميسورييه تعليمه في مدرسة نورثاو الإعدادية ثم مدرسة كانفورد، ذهب بعدها تحت رعاية الجيش إلى جامعة أولستر ولكن أسبابا أمنية جعلته ينهي سنة الأخيرة في جامعة أبيريستويث.
تزوج لو ميسورييه مرتين انتهيا بالطلاق، وابنتان مع زوجته الثانية.
في عام 2018، تزوج للمرة الثالثة من الدبلوماسية السابقة في وزارة الخارجية وشؤون الكومنولث ومديرة منظمة ماي داي للإنقاذ إيما وينبرغ.

## الخدمة العسكرية والحكومية
في 9 سبتمبر 1990، تم تكليف جيمس لو ميسورييه بالانخراط في صفوف السترات الملكية الخضراء ضمن الجيش البريطاني. بمجرد تخرجه من الجامعة، دخل الأكاديمية العسكرية الملكية ساندهيرست حيث جرى تعيينه في 20 يونيو 1993 ملازمًا ثانيًا تحت المراقبة. تخرج لو ميسورييه من الجامعة العسكرية كما فاز بميدالية كوينز.
في 11 أغسطس 1993، تمت ترقيته إلى ملازم ثم كابتن في 11 أغسطس 1996.
خدم ميسورييه مع السترات الملكية الخضراء في أيرلندا الشمالية، ثم كضابط مخابرات في البوسنة وكوسوفو. في عام 1999، عمل ضابطًا في فرقة العمل المعنية بالعودة والإعمار في مكتب الممثل السامي في يوغوسلافيا السابقة. قبل أن يتقاعد من الجيش في 1 يونيو 2000.
عمل بعد ذلك لمدة عام بصفته مستشارًا لبعثة الأمم المتحدة للإدارة المؤقتة في كوسوفو في يوغوسلافيا السابقة. ثم أصبح رئيسا لبعثة أريحا لمراقبة وزارة الخارجية وشؤون الكومنولث من 2002 إلى 2004، كما كان مسؤولا عن مراقبة ستة سجناء فلسطينيين. بعد ذلك، عمل كمستشار في سفارة الولايات المتحدة في بغداد.

## التكريمات
في تكريمات عيد ميلاد ملكة بريطانية لعام 2016، تم تعيين لو ميسورييه بوسام ضابط في الإمبراطورية البريطانية «لحماية المدنيين في سوريا وخدماتها المقدمة بواسطة منظمة الدفاع المدني السوري».

## الوفاة
في 11 نوفمبر 2019، تم العثور على جيمس لو ميسورييه ميتًا في الشارع على الساعة 4:30 صباحًا (1:30 بتوقيت جرينتش) في شارع بك أوغلي في إسطنبول، نتيجة لما يبدو أنه سقوط من شرفة منزله حيث أصيب بكسور في رأسه وساقيه. صرحت زوجة لو ميسورييه بأنهم غطوا في النوم على الساعة الرابعة صباحًا، بعد أن أخذا أقراصا للنوم.
ذكرت صحيفة التايمز في وقت لاحق أن الشرطة التركية وبناء على تصريحات زوجته وتاريخه الطبي الحديث، تعاملت مع وفاته على أنه حادث انتحار، حيث لم تجد أدلة تشير إلى خلاف ذلك في الطب الشرعي أو عند تشريح الجثة أو كاميرات المراقبة.
في 14 نوفمبر 2019، أعيد جثمانه إلى لندن، في حين لا زال التحقيق التركي مستمرا.